# Jan IV van Melun

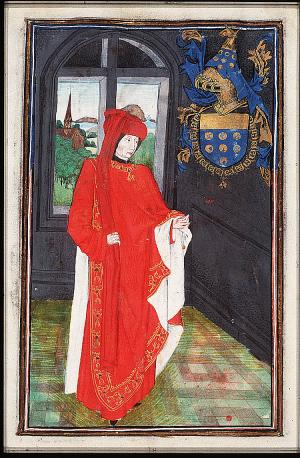
Jan IV van Melun

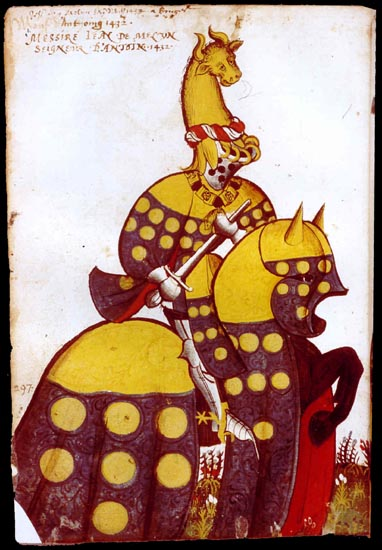

Jan IV van Melun (rond 1396-15 februari 1484) was de zoon van Hugo (Hugues) I van Melun en Béatrix de Beaussart, en was de kleinzoon van Jan I van Melun. Hij was burggraaf van Melun, heer van Antoing, Epinoy, Rosny, gouverneur van Dowaai en heer van Zottegem. In 1432
werd hij ridder in de Orde van het Gulden Vlies. Hij was raadgever en kamerheer van de Bourgondische hertog Filips de Goede. In 1419 trouwde hij met Jeanne de Luxemburg, dochter van Jan II van Luxemburg. In 1421 trouwde hij met Jeanne d'Abbeville. Het paar kreeg drie kinderen: Jan V van Melun († 25 oktober 1513), Philippotta († 1456) (die in 1441 trouwde met Thibaut van Luxemburg-Saint Pol) en Hélène († 25 juli 1473).